# Ágota Sebő
Ágota Sebő, née le 7 mai 1934 à Budapest, est une ancienne nageuse hongroise, championne d'Europe du 400 m nage libre en 1954.

## Biographie
Ágota Sebő remporte aux Championnats d'Europe de natation 1954 deux médailles d'or, l'une sur le 400 mètres nage libre et l'autre sur le relais 4 × 100 mètres nage libre.